# Iglesia de San Ferdinando (Nápoles)
La Iglesia de San Fernando (en italiano, Chiesa di San Ferdinando) es una iglesia de Nápoles, Italia. Se encuentra situada en la Plaza Trieste y Trento, en el amplio centro histórico de la ciudad.

## Historia

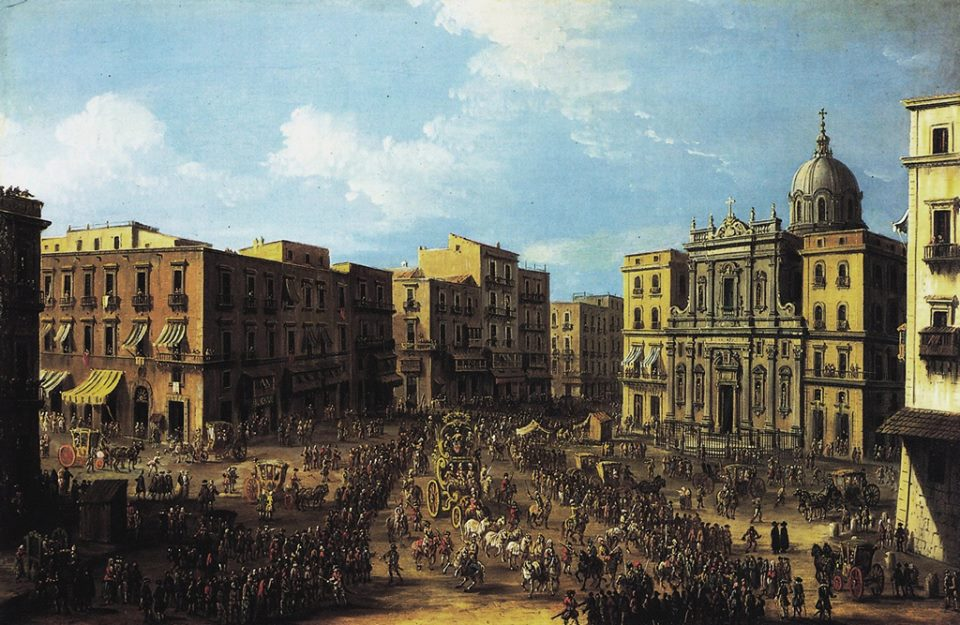
Antonio Joli, Carnevale a Napoli in Piazza San Ferdinando (1757).

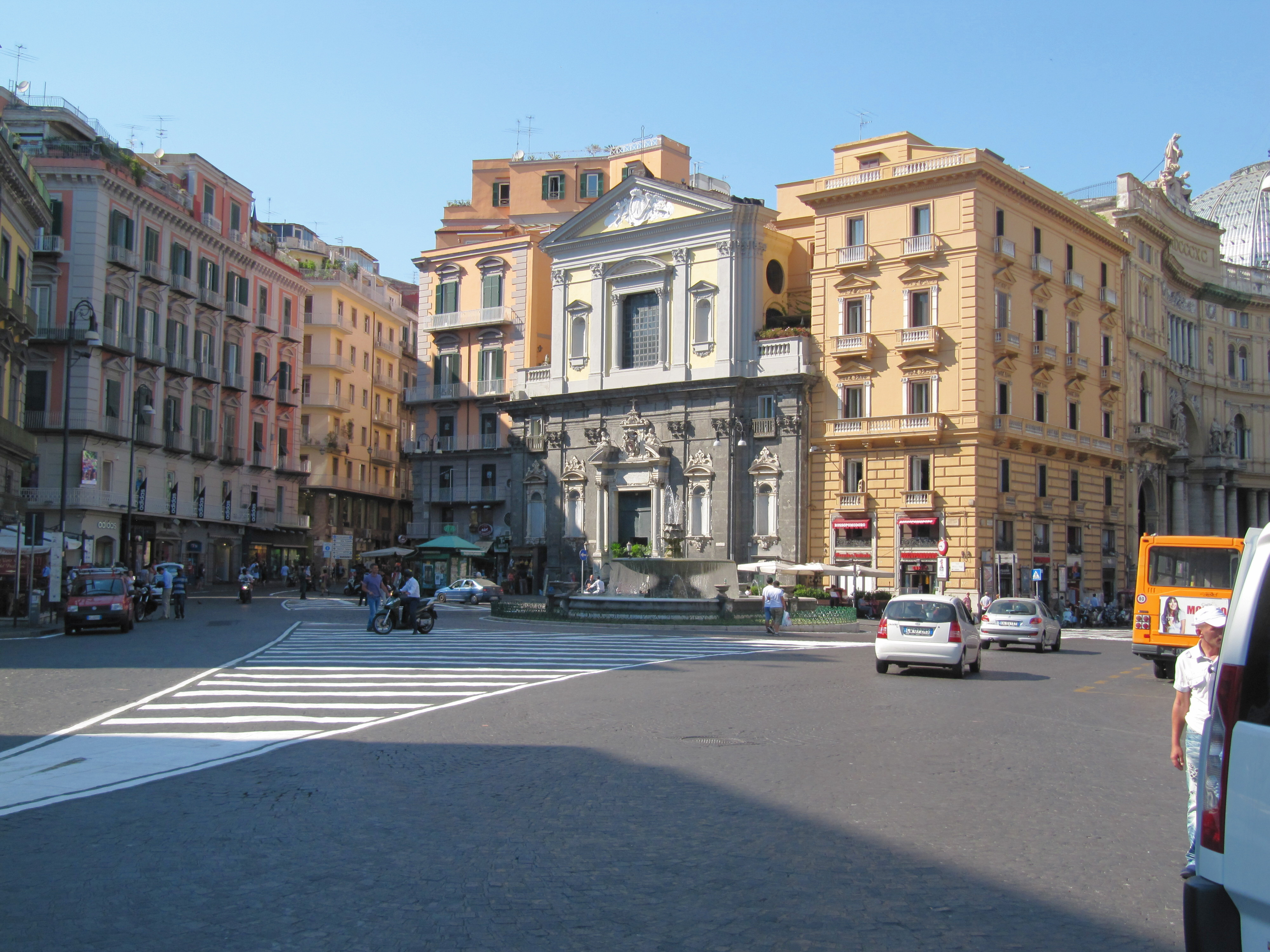
La misma plaza hoy

La iglesia, dedicada en origen a San Francisco Javier, fue erigida por los jesuitas.
Su edificación fue discontinua y objeto de numerosas modificaciones; de hecho hubo tres proyectos. El primer diseño, parecido a la estructura actual del edificio, presentaba solo dos capillas por lado; no fue concretado, pero algunas soluciones fueron reutilizadas en las propuestas sucesivas, que culminaron con el proyecto de Cosimo Fanzago, donde también confluyeron las ideas de Giovan Giacomo Di Conforto.
Luego se elaboraron otros proyectos, entre los que el del jesuita Agatio Stoia. Tradicionalmente se atribuye a Cosimo Fanzago el proyecto actual de la iglesia; la atribución está determinada por los trabajos ejecutados por el mismo arquitecto para otra iglesia napolitana, la de San Jorge Mayor (el proyecto original preveía el empleo de pequeñas cúpulas secundarias como coberturas de la nave, pero fue modificado durante la puesta en obra). Según algunos estudiosos el proyecto de Fanzago, aprobado el 15 de diciembre de 1635, fue el tercer diseño de la iglesia.
El 2 de febrero de 1636 se celebró la colocación de la primera piedra; seis meses más tarde casi se terminó la cúpula y después de las interrupciones de las obras se llegó a la consagración de la primera parte del edificio, ocurrida en 1641.
Avanzando las obras con lentitud, la iglesia fue terminada solo en el siglo XVIII. Cuando, en 1767, los jesuitas fueron expulsados del Reino de Nápoles, la iglesia pasó a los caballeros constantinianos, que la dedicaron a San Fernando en honor del rey Fernando I de Borbón y la tuvieron hasta la ocupación de Nápoles por parte de la Francia napoleónica.

## Descripción
La fachada fue erigida sobre proyecto de Cosimo Fanzago; la primera realización de piperno y mármol fue terminada en el siglo XVII bajo la dirección de las obras del mismo arquitecto. Delante de la entrada estaba puesto un vallado de hierro batido y pilares de piperno, erigido presumiblemente sobre diseño de Francesco Antonio Picchiatti; hoy el vallado ha desaparecido, probablemente por las obras de la Galería Humberto I a los finales del siglo XIX, que perjudicaron algunas partes de la fachada por la inserción de los edificios laterales de la galería. La segunda realización fue terminada entre 1738 y 1759, pero tras el saneamiento urbano de Nápoles del siglo XIX (Risanamento de Nápoles) se eliminaron las bóvedas laterales y la balaustrada del coronamiento hecha por Fanzago, insertando, como en el proyecto de Di Conforto, un tímpano clásico.
En el interior, de planta de cruz latina, se encuentran obras de Domenico Antonio Vaccaro, un ciclo pictórico de Paolo de Matteis y el sepulcro de Lucia Migliaccio, obra de Tito Angelini.

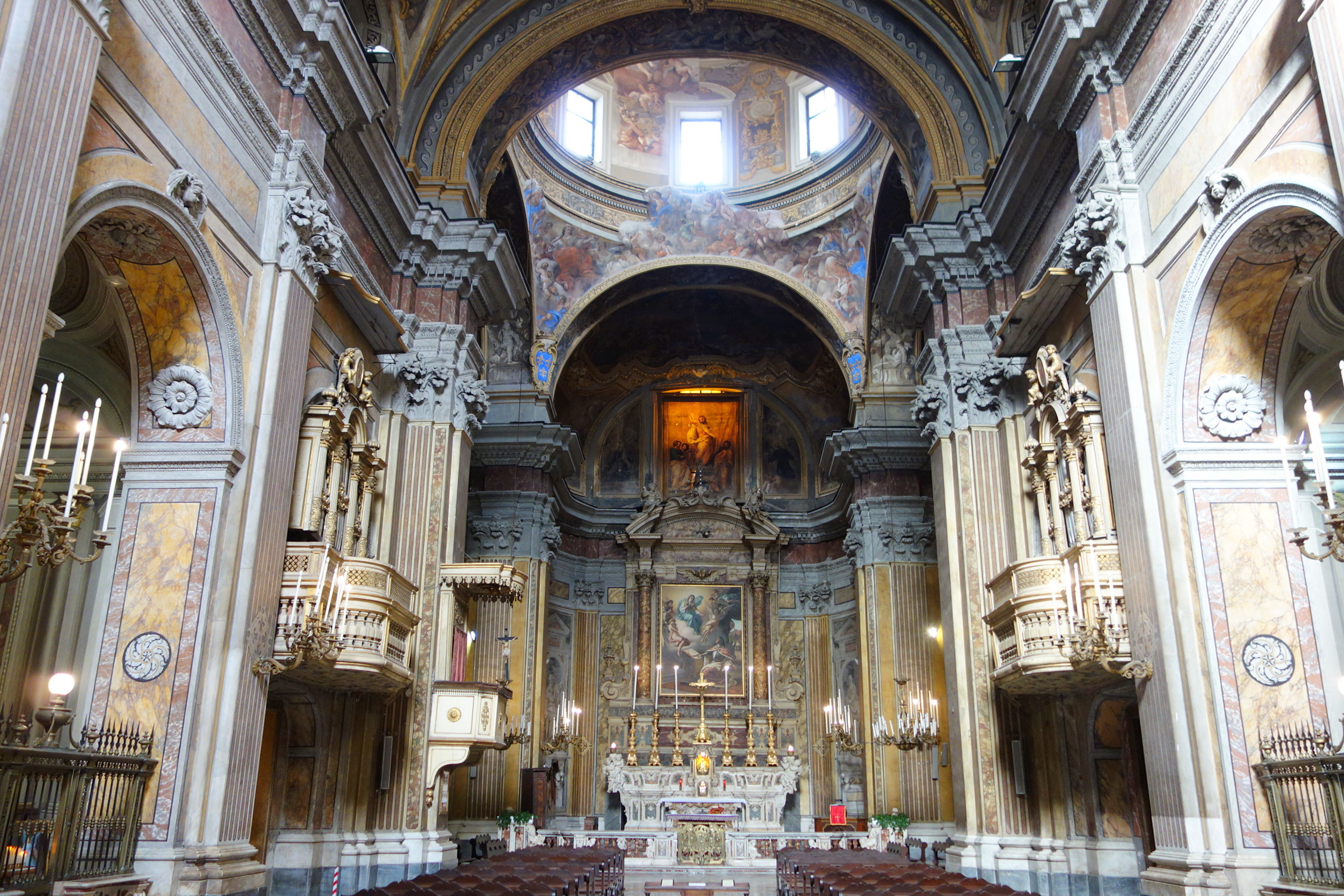
Nave central
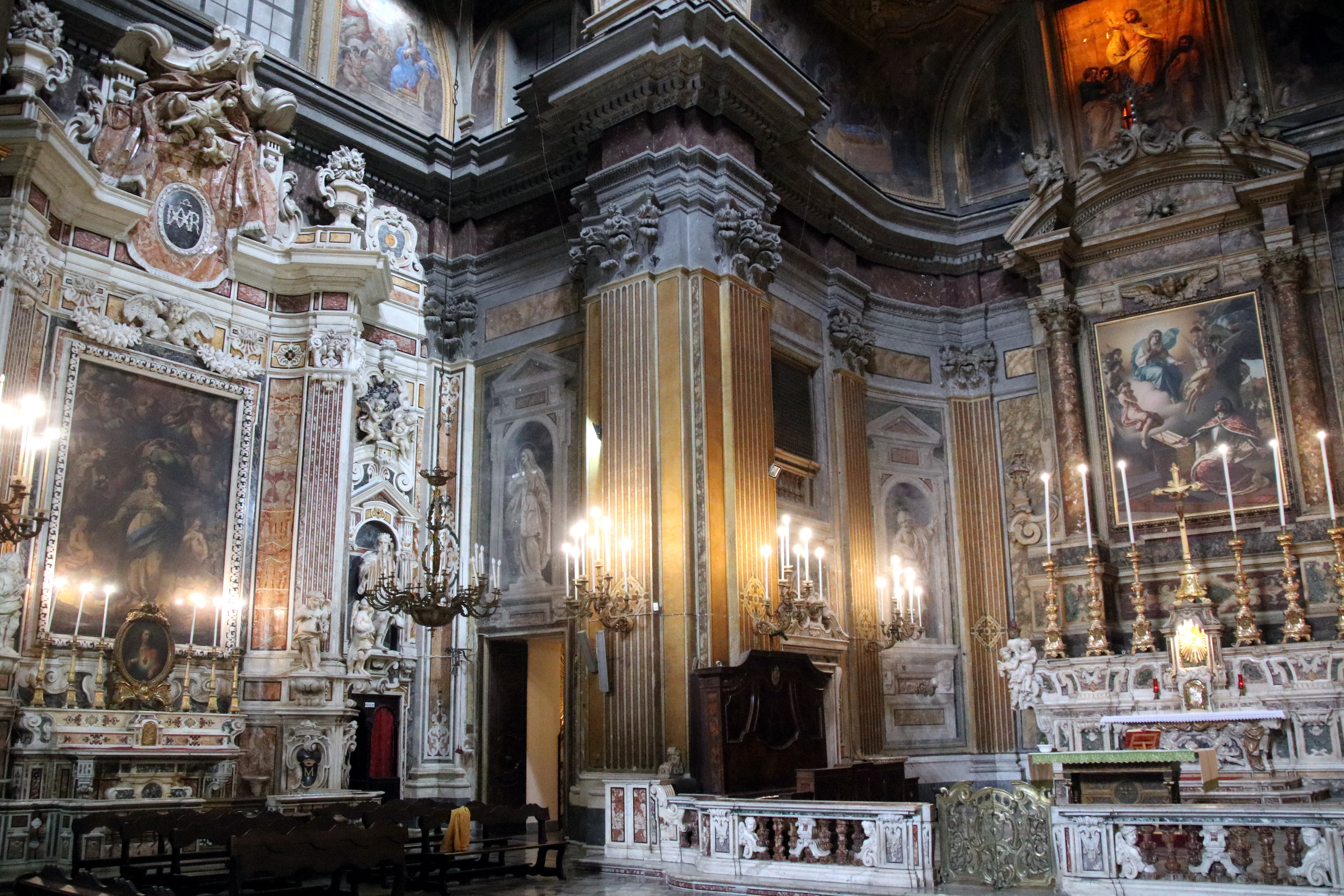
Presbiterio
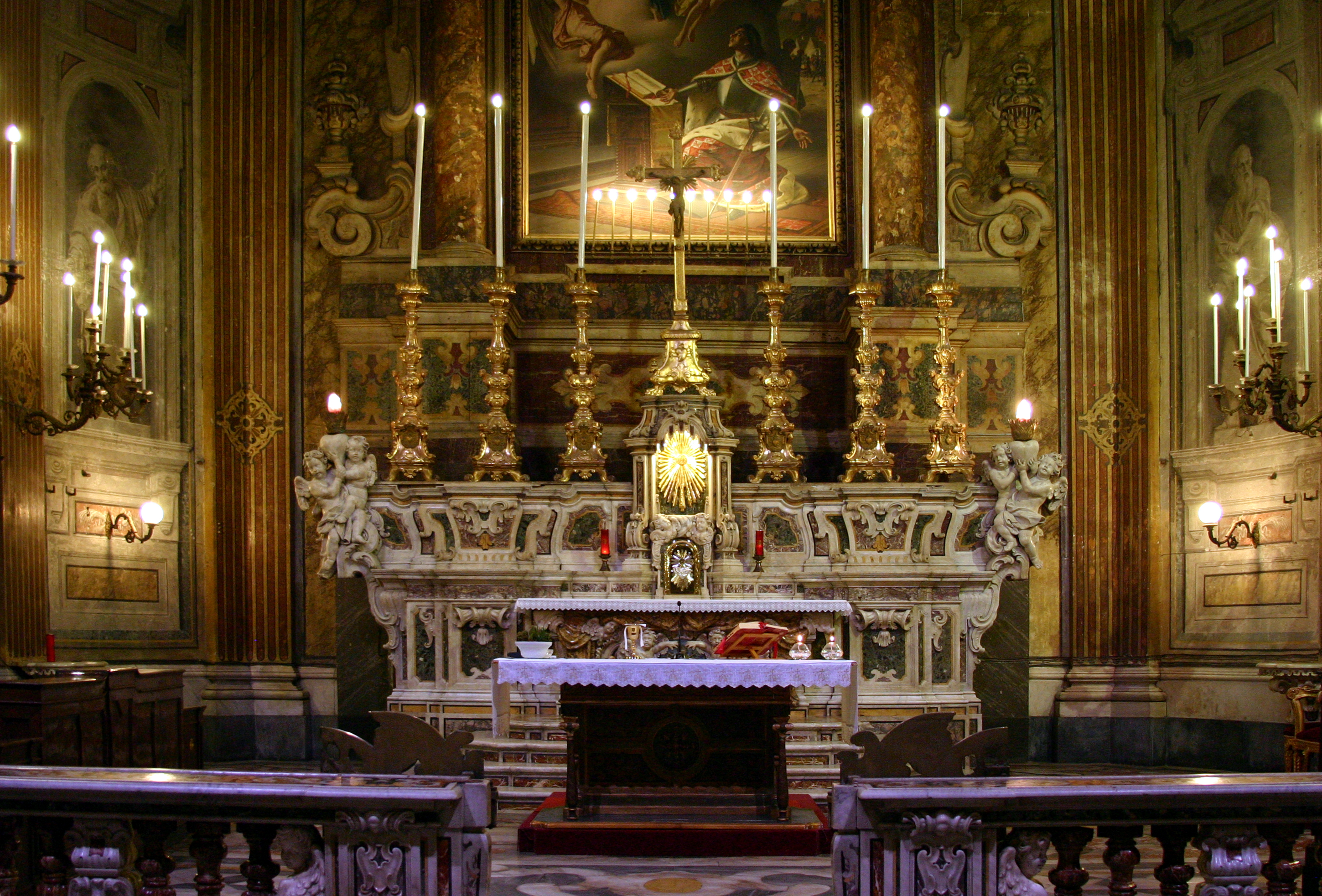
Altar mayor
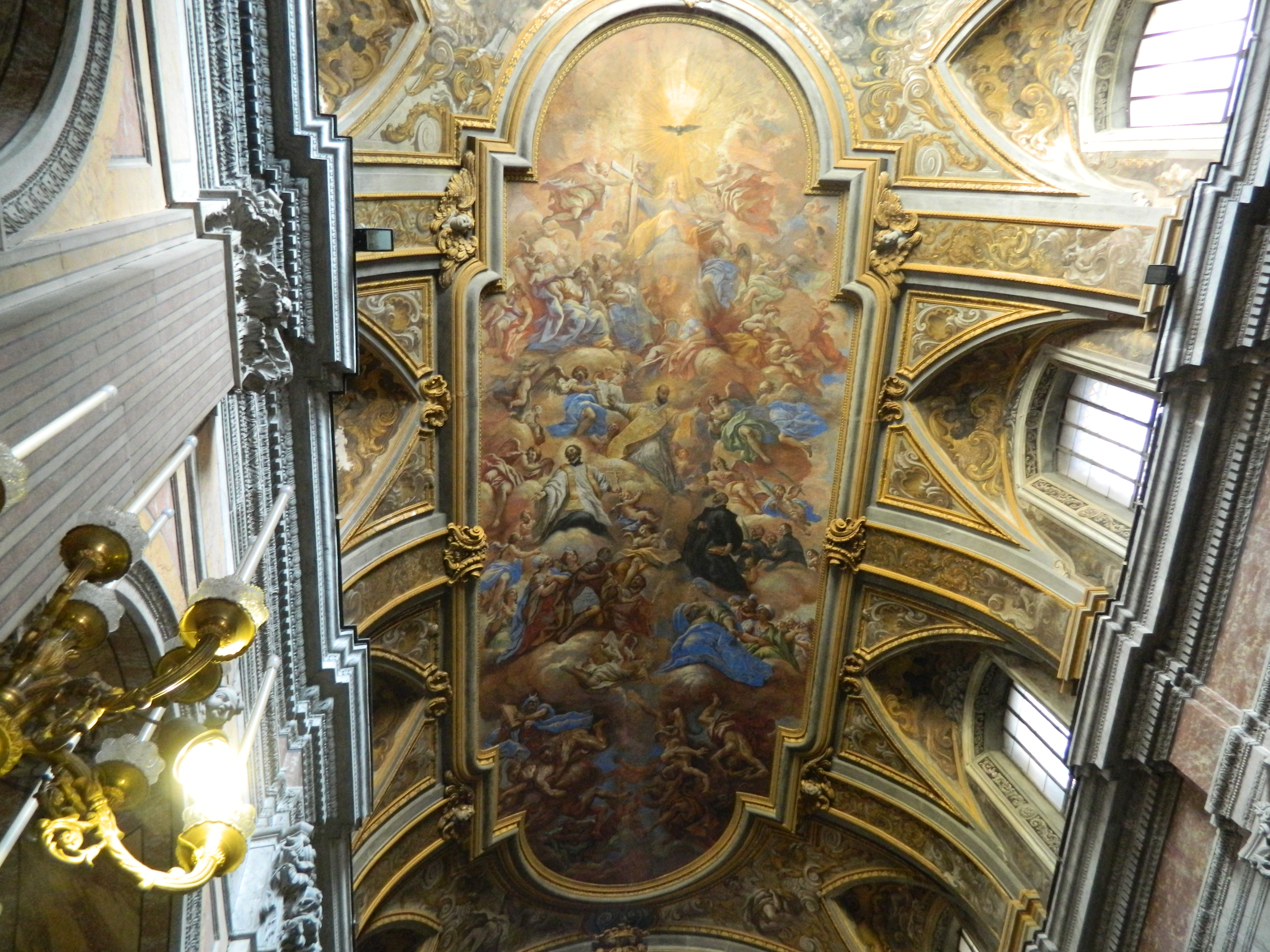
Bóveda
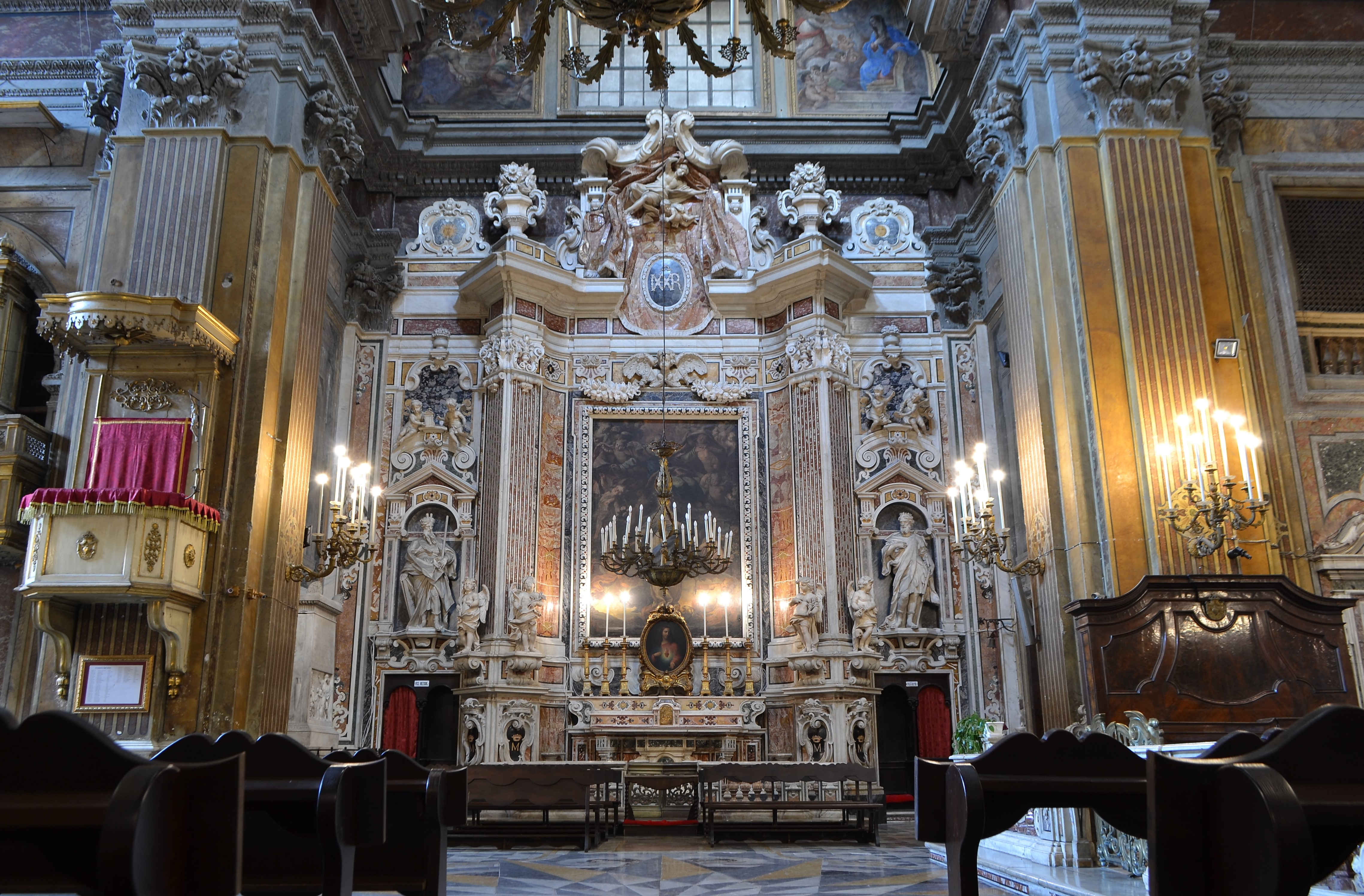
Transepto izquierdo